# Phoenix acaulis
Phoenix acaulis is een plant uit de palmenfamilie (Arecaceae). De soort komt voor nabij de Himalaya in het noorden van India, Nepal, Bhutan en Bangladesh. De palm groeit in gebieden met struikgewas, op savannes en in dennenbossen, op hoogtes tussen 350 en 1500 meter.